# Sự kiện va chạm

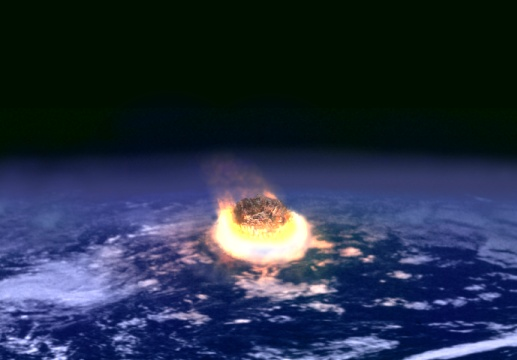
Một sự kiện va chạm lớn giải phóng năng lượng tương đương vài triệu vũ khí hạt nhân phát nổ đồng thời, khi một tiểu hành tinh có đường kính chỉ vài km va chạm với một thiên thể lớn hơn như Trái Đất (ảnh: tưởng tượng của họa sĩ).

Sự kiện va chạm / sự kiện tác động là sự va chạm giữa các thiên thể gây ra những ảnh hưởng có thể đo lường được. Sự kiện va chạm có hậu quả vật lý và đã được tìm thấy thường xuyên xảy ra trong các hệ hành tinh, mặc dù thường xuyên nhất liên quan đến các tiểu hành tinh, sao chổi hoặc thiên thạch và có tác động rất nhỏ. Khi các vật thể lớn va chạm vào các hành tinh đất đá như Trái Đất, có thể có những hậu quả vật lý và sinh học quan trọng, mặc dù bầu khí quyển giảm thiểu nhiều tác động bề mặt thông qua quá trình xâm nhập vào khí quyển. Các miệng hố và cấu trúc tác động là địa hình thống trị trên nhiều vật thể rắn của Hệ Mặt Trời và đưa ra bằng chứng thực nghiệm mạnh nhất về tần suất và quy mô của chúng.
Các sự kiện va chạm dường như đã đóng một vai trò quan trọng trong sự phát triển của Hệ Mặt Trời kể từ khi hình thành. Các sự kiện tác động lớn đã định hình đáng kể lịch sử Trái Đất, có liên quan đến sự hình thành hệ thống Mặt Trăng-Trái Đất, lịch sử tiến hóa của sự sống, nguồn gốc của nước trên Trái Đất và một số sự kiện tuyệt chủng hàng loạt. Tác động Chicxulub thời tiền sử nổi tiếng, 66 triệu năm trước, được cho là nguyên nhân của sự kiện tuyệt chủng Cretaceous -Paleogene.
Trong suốt lịch sử đã được ghi chép lại, hàng trăm lần tác động vào Trái Đất đã được báo cáo, với một số lần xuất hiện gây tử vong, thương tích, thiệt hại tài sản, hoặc hậu quả địa phương quan trọng khác. Một trong những sự kiện được ghi nổi tiếng nhất trong thời hiện đại đã được các sự kiện Tunguska, xảy ra ở Siberia, Nga, năm 1908. Sự kiện xảy ra năm 2013, thiên thạch Chelyabinsk là sự kiện va chạm chỉ được biết đến trong thời hiện đại dẫn đến nhiều thiệt hại, ngoại trừ sự kiện 1490 Ch'ing-yang tại Trung Quốc. Thiên thạch Chelyabinsk là vật thể lớn nhất được ghi nhận đã va chạm vào Trái Đất kể từ sự kiện Tunguska.
Vụ va chạm của sao chổi Shoemaker Levy 9 đã cho cơ hội quan sát trực tiếp đầu tiên về sự va chạm ngoài Trái Đất của các vật thể trong Hệ Mặt trời, khi sao chổi vỡ ra và va chạm với Sao Mộc vào tháng 7 năm 1994. xung quanh ngôi sao ID8 trong cụm sao NGC 2547 bằng kính viễn vọng không gian Spitzer của NASA và được xác nhận bằng các quan sát trên mặt đất. Sự kiện va chạm là một yếu tố trong các cốt truyện và bối cảnh trong khoa học viễn tưởng.